# Saubusse
Saubusse ist eine französische Gemeinde mit 1099 Einwohnern (Stand 1. Januar 2022) im Département Landes der Region Aquitanien. Die Einwohner nennen sich Les Sibusates (siehe auch Sibusaten).

## Geografie
Das kleine Thermalbad liegt am nördlichen Ufer des Adour, über den die Brücke Saint Jean führt. Das Umland ist vorwiegend landwirtschaftlich geprägt. Das Gemeindegebiet wird von einem Bach namens Saussède durchflossen. Weitere Bäche im Ortsgebiet sind der Lespontès, der Hontines und der Jouanin, der am östlichen Ortsrand in den Adour mündet.

## Geschichte
Saubusse ist ein alter Handelshafen am Adour. Heute noch kann man deutlich die Mauer des Hafens erkennen, der gelegentlich benutzt wird. Den Handelsverkehr auf dem Fluss, hauptsächlich Produkte aus den Wäldern und den Landwirtschaftsbetrieben im Landesinneren sowie Produkte aus dem Raum Bayonne (Fische etc.) beendete letztlich die Eröffnung der Eisenbahnlinie Dax-Bayonne im 19. Jahrhundert.

### Bevölkerungsentwicklung
| Jahr                       | 1962 | 1968 | 1975 | 1982 | 1990 | 1999 | 2010 | 2018 |
| Einwohner                  | 643  | 634  | 616  | 624  | 618  | 742  | 818  | 1113 |
| Quellen: Cassini und INSEE |      |      |      |      |      |      |      |      |

## Sehenswürdigkeiten
- Die Kirche Saint-Jean-Baptiste (Johannes der Täufer) aus dem 13. Jahrhundert steht seit 1966 unter Denkmalschutz.[1]
- Flussniederungen am Adour (Barthes de l'Adour) mit beeindruckender Fauna und Flora
- Flussbrücke

Brücke über den Adour und Ansichten der Kirche
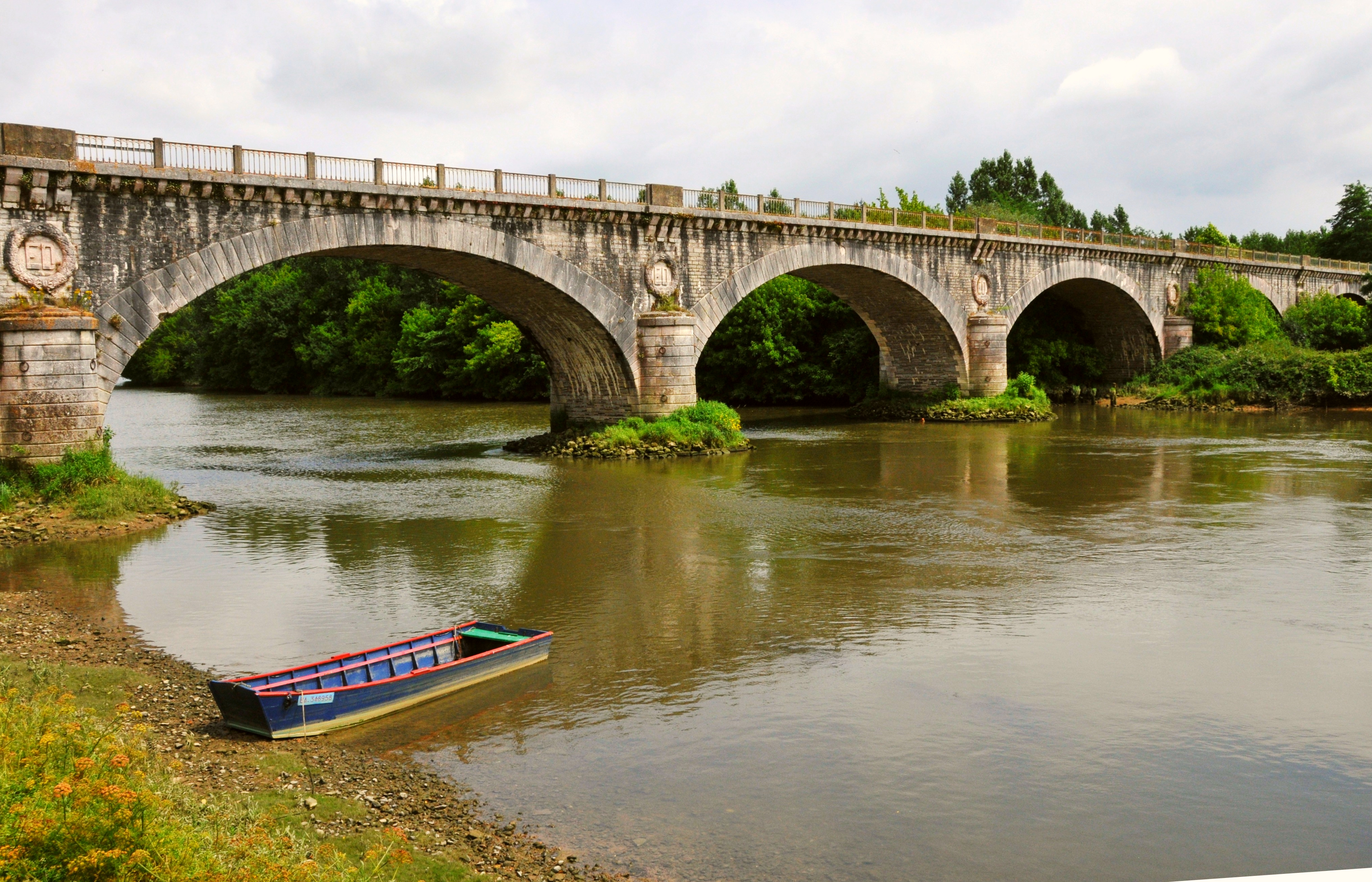
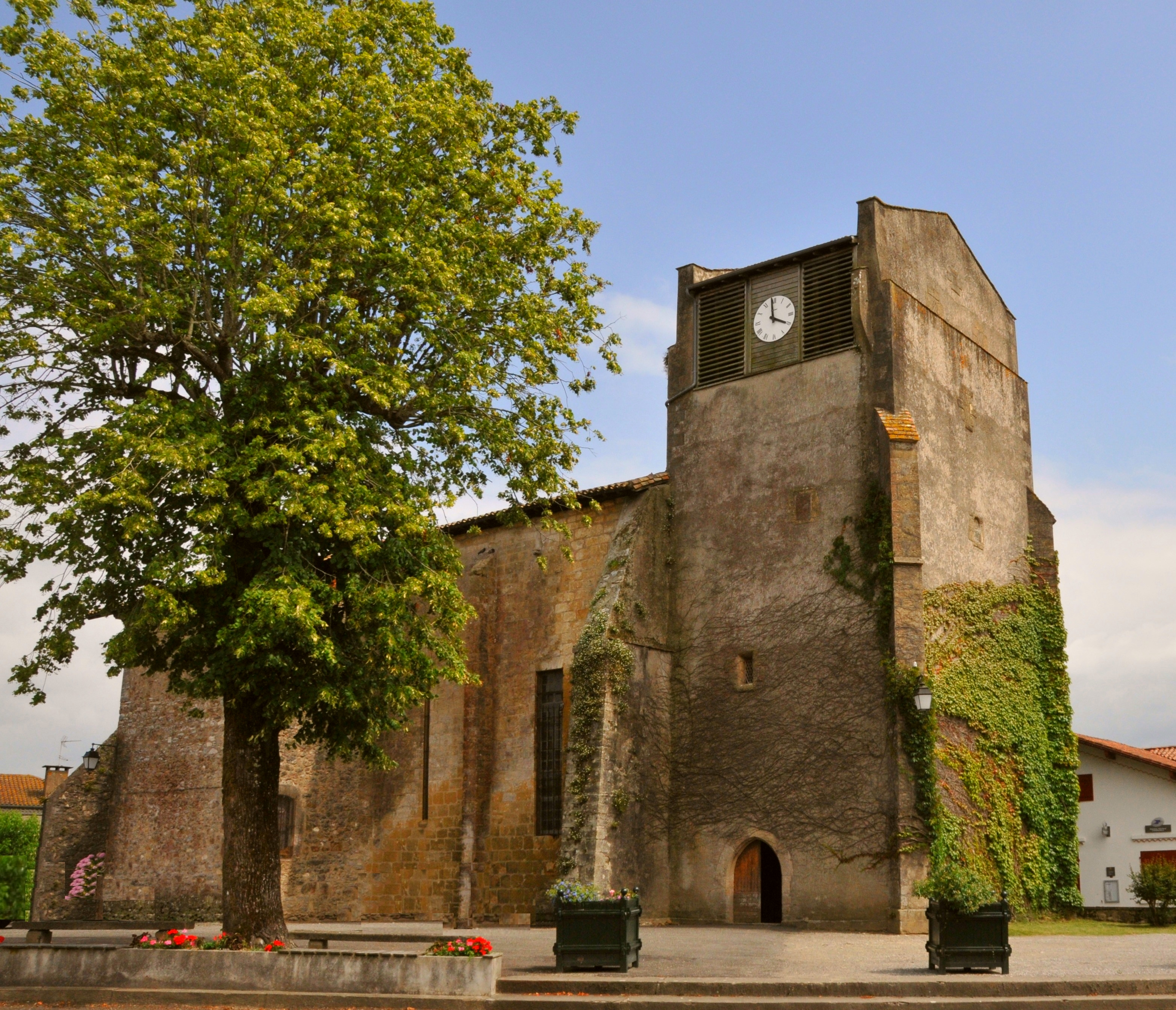
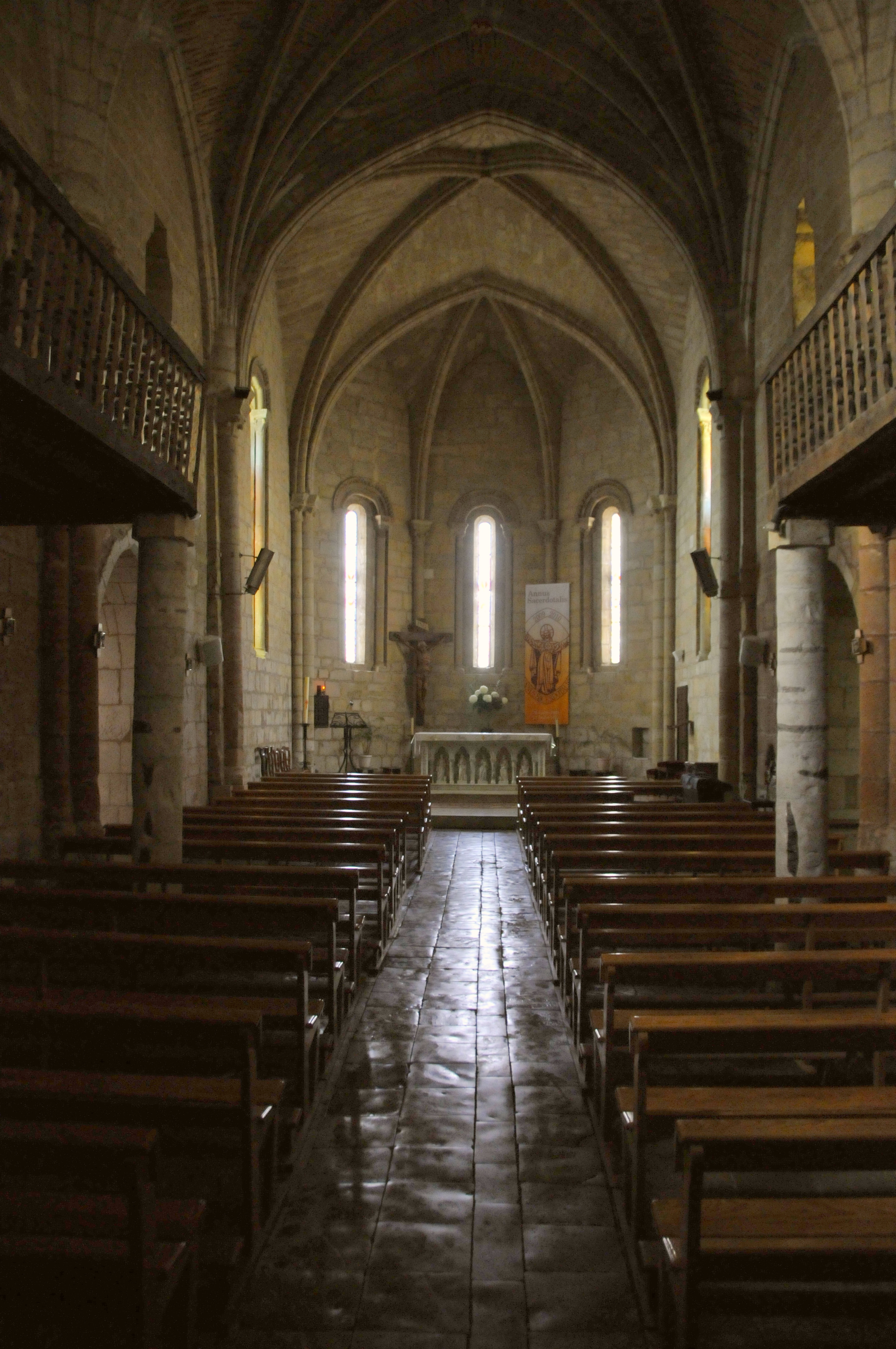
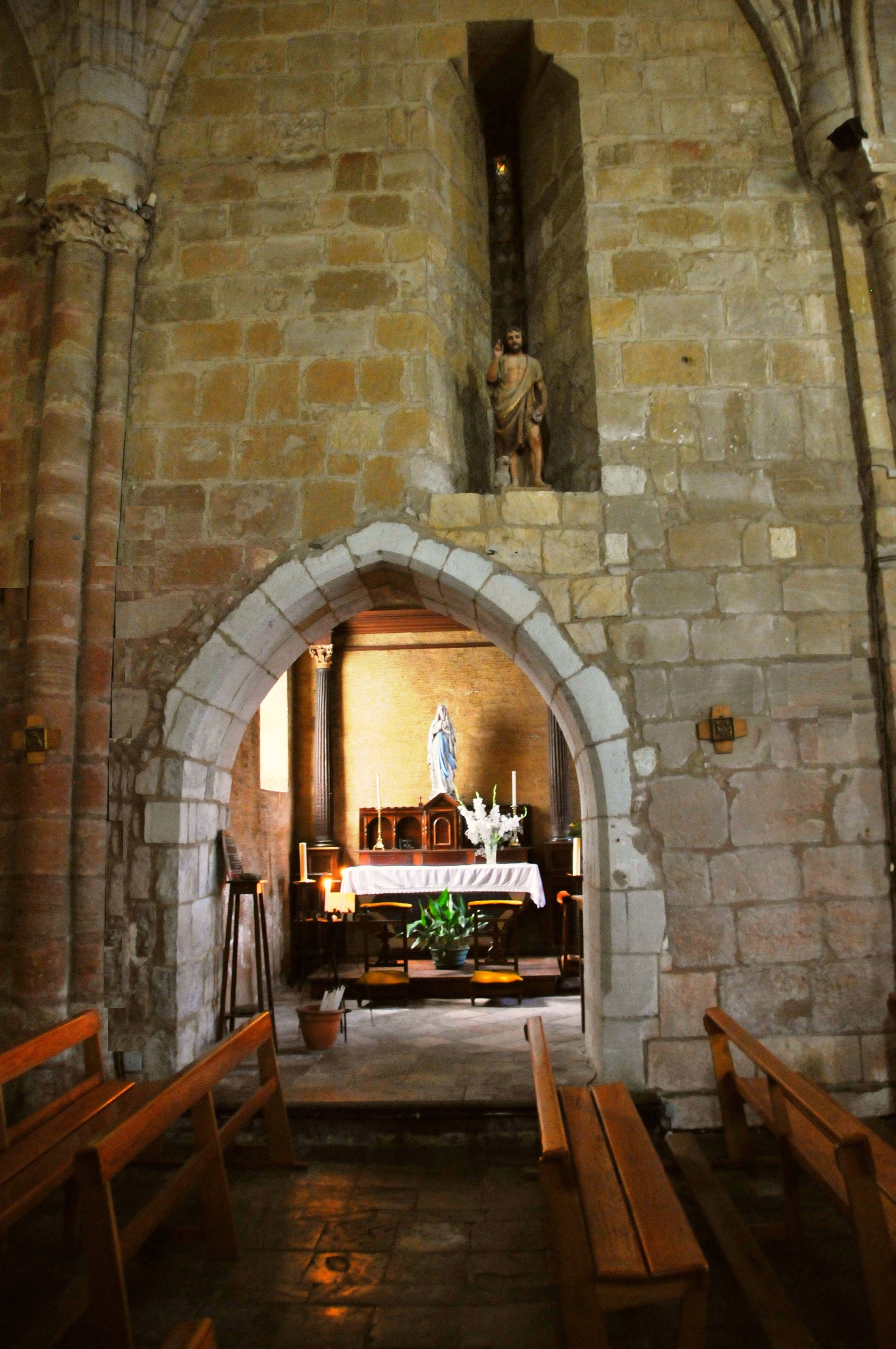
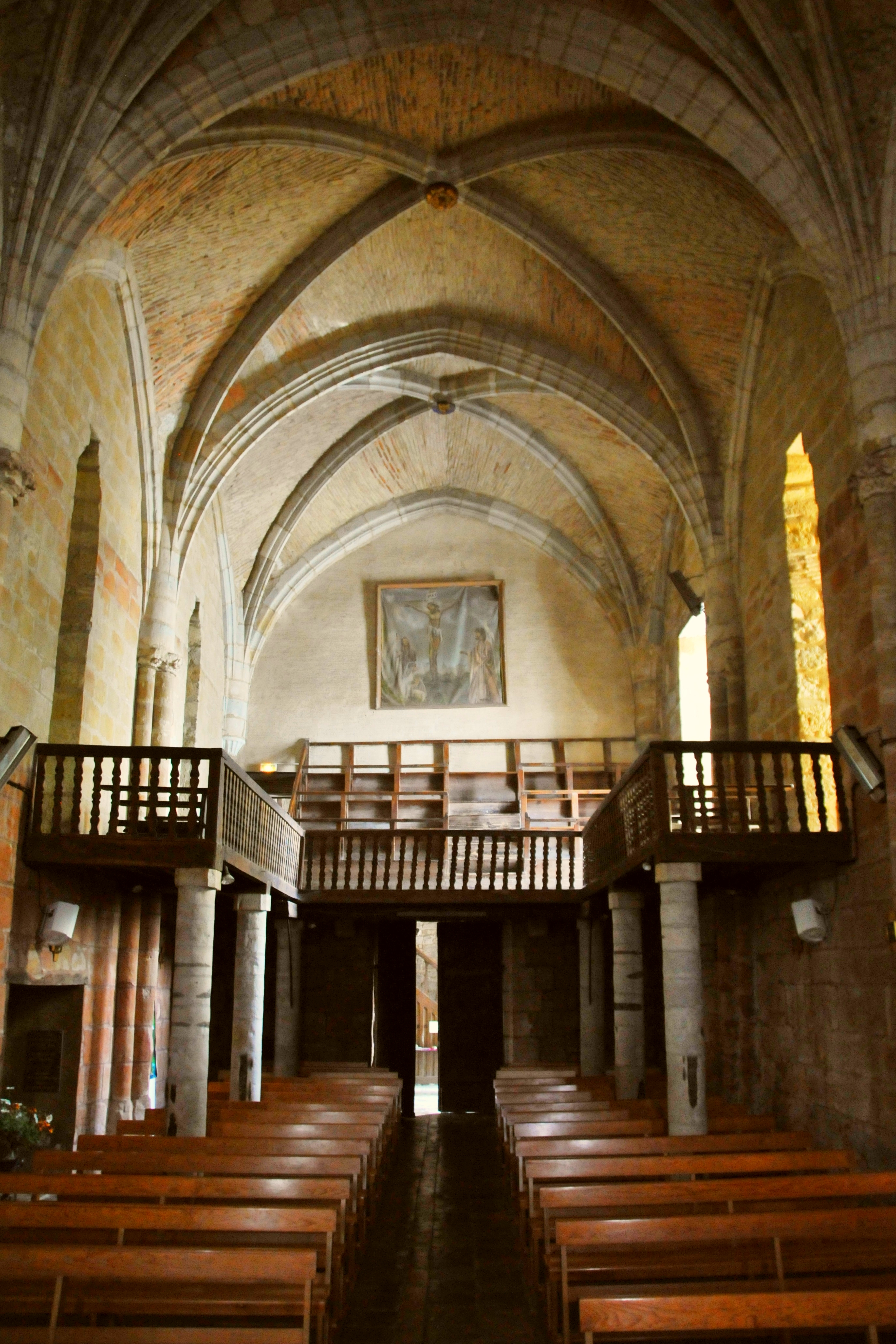
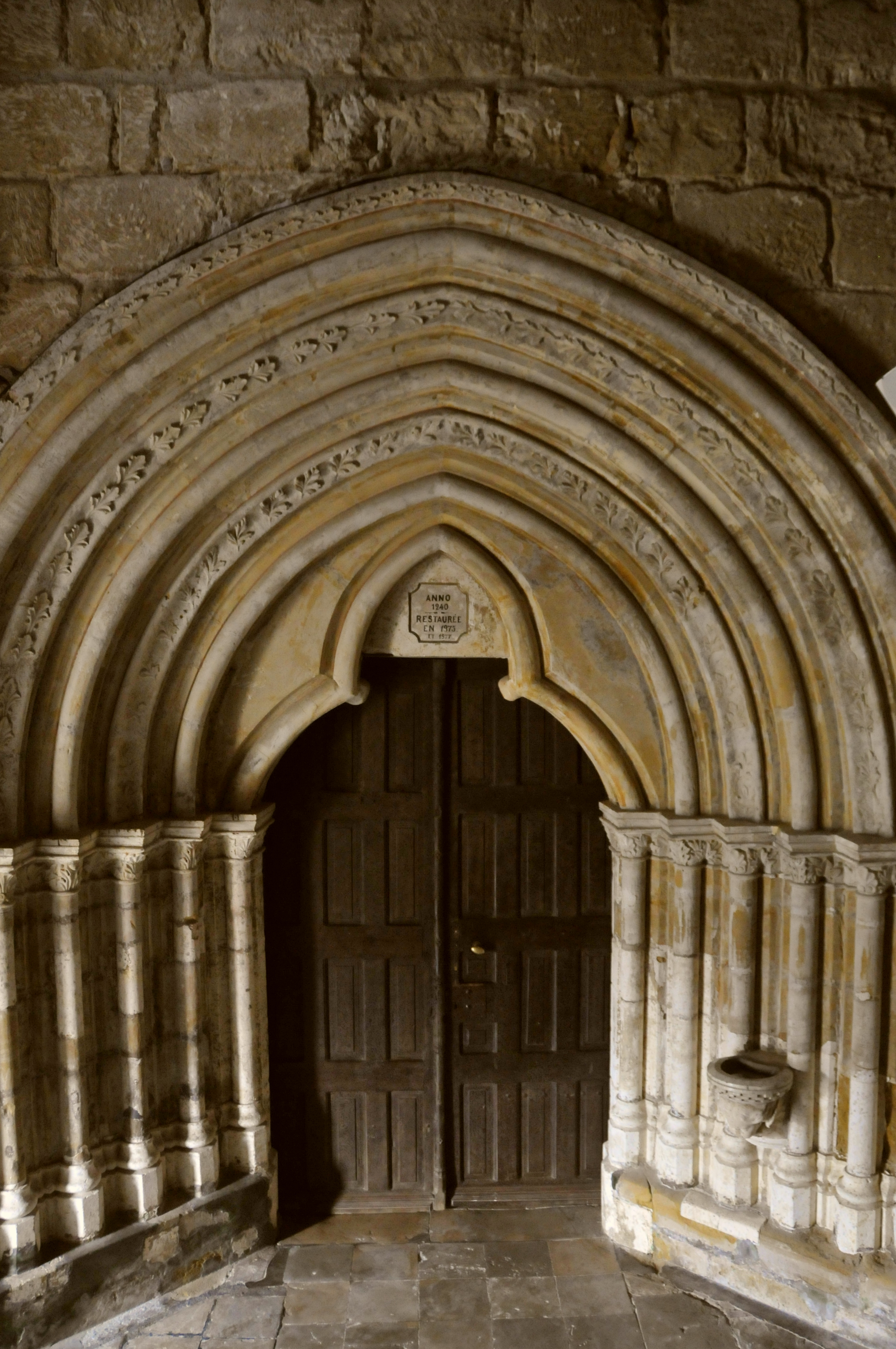
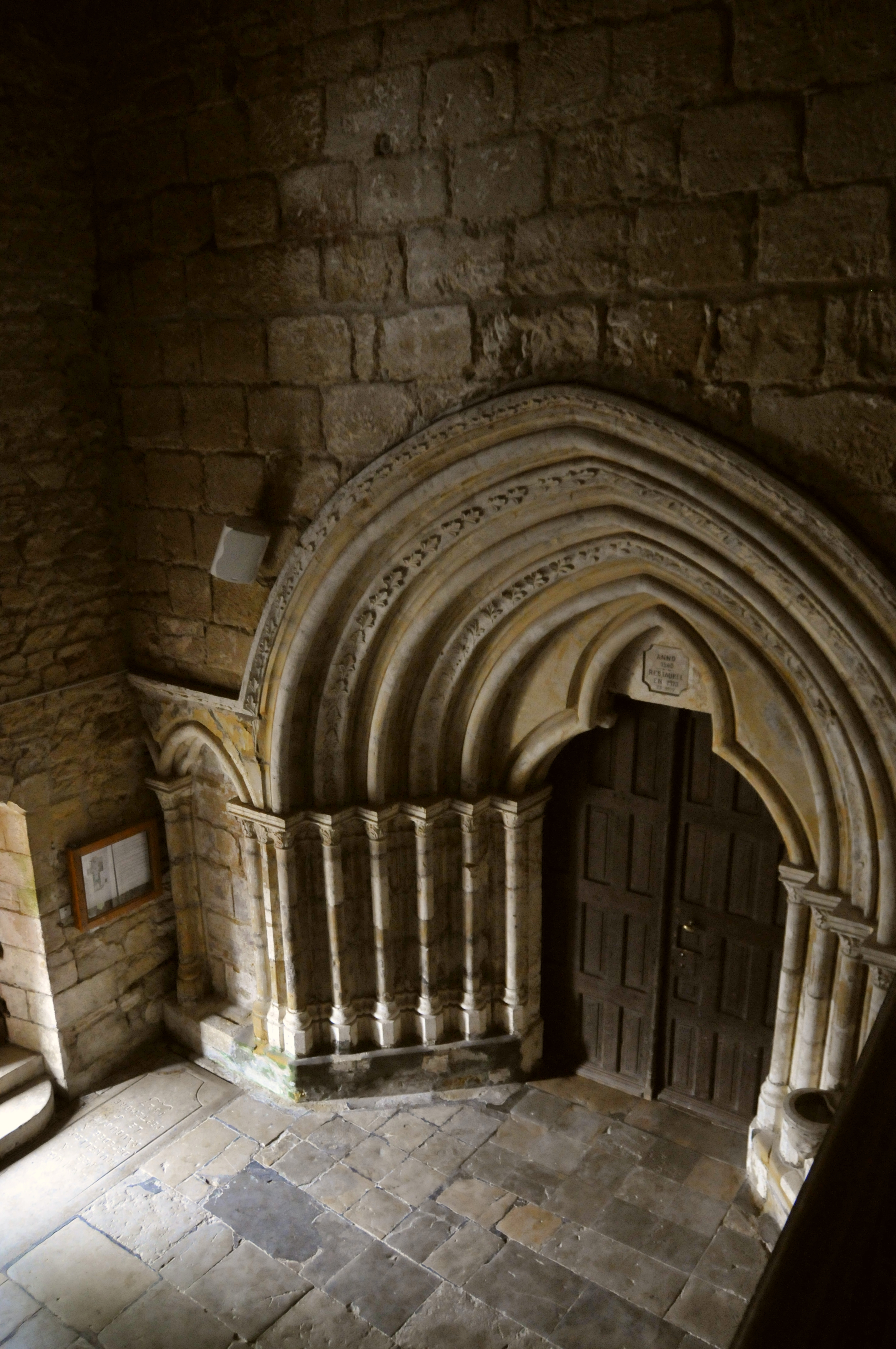
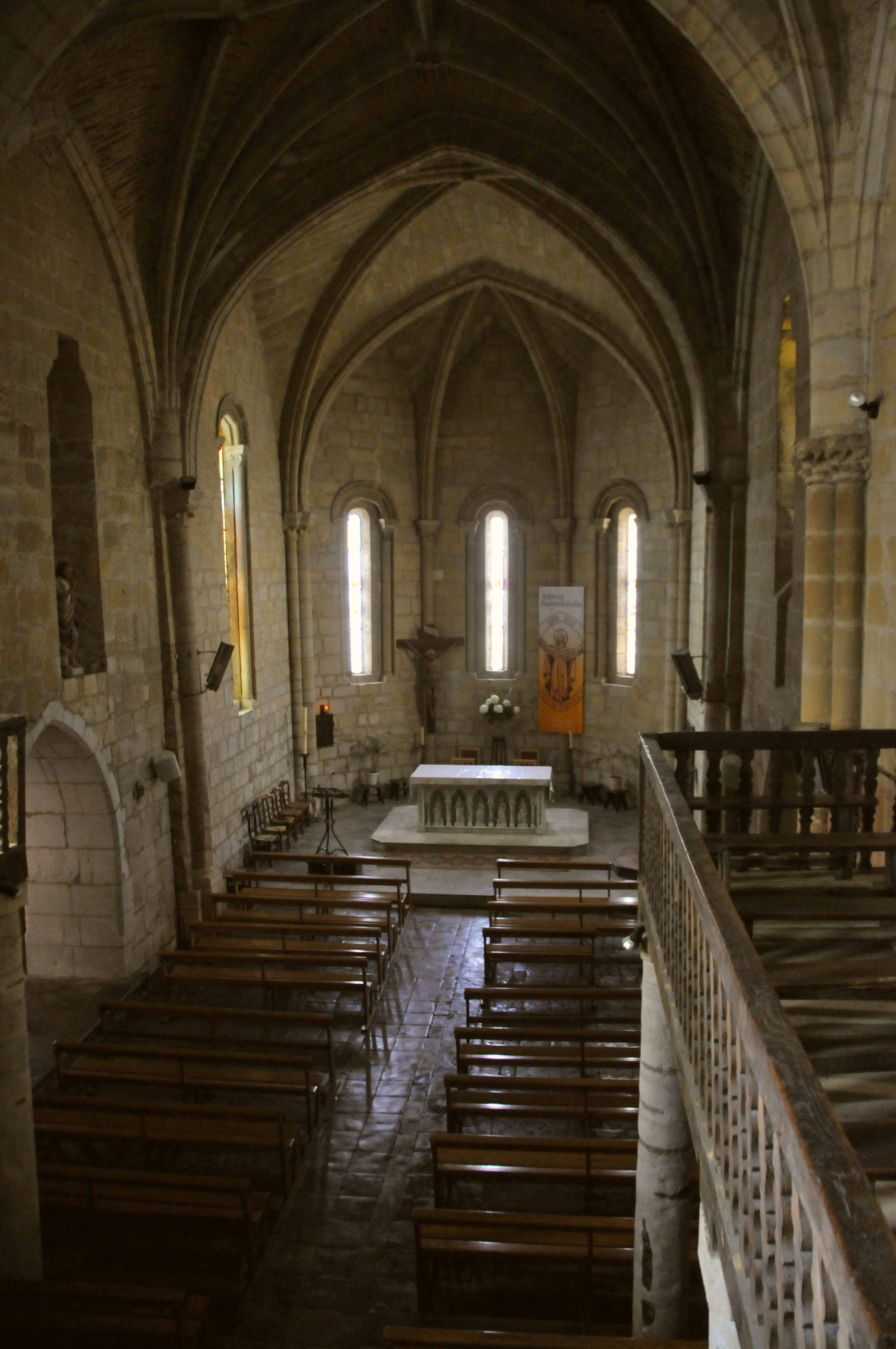

## Persönlichkeiten
- Jorge Hourton (1926–2011), Bischof in Chile